# Genimen yunnanensis
Genimen yunnanensis är en insektsart som beskrevs av Zheng, Z., Q. Huang och Zhibin Liu 1988. Genimen yunnanensis ingår i släktet Genimen och familjen gräshoppor. Inga underarter finns listade i Catalogue of Life.